# Casa de Valois-Borgonha

Escudo de armas da Casa de Valois-Borgonha (duques de Borgonha).

A Casa de Valois-Borgonha (em francês:  Maison de Valois-Bourgogne), ou a Jovem Casa de Borgonha, foi uma família nobre francesa derivada da real Casa de Valois. É distinta da Casa de Borgonha, descendente do rei Roberto II de França que reinou o Ducado de Borgonha entre 1032 e 1361, embora ambas as casas tenham origem na Dinastia capetiana.
O termo "Duques Valois de Borgonha" é empregue para designar a dinastia teve início depois de o rei João II de França (também duque de Borgonha como João I) ter entregue o ducado da Borgonha francês ao seu filho mais novo, Filipe em 1363. Durante a Guerra dos Cem Anos, os duques estiveram em confronto com os seus primos reais unindo um grande número de feudos franceses e Imperiais sob as suas ordens. No entanto, os seus planos para estabelecer um reino autónomo acabaram por fracassar quando o último duque Carlos deu início à Guerra de Borgonha, e foi morto na  Batalha de Nancy em 1477.

## Duques Valois de Burgonha (1364–1477)[1]
| Duques de Burgonha      | Duques de Burgonha      | Duques de Burgonha      | Duques de Burgonha                 |
| Casa de Valois-Burgonha | Casa de Valois-Burgonha | Casa de Valois-Burgonha | Casa de Valois-Burgonha            |
| Image                   | Name                    | Data                    | Notes                              |
| ----------------------- | ----------------------- | ----------------------- | ---------------------------------- |
|                         | Filipe, o Ousado        | 1364–1404               |                                    |
|                         | João Sem Medo           | 1404–1419               | Primeiro filho de Filipe, o Audaz. |
|                         | Filipe, o Bom           | 1419–1467               |                                    |
|                         | Carlos, o Temerário     | 1467–1477               |                                    |

## Brasões de Armas
Brasões de diversos membros desta Casa: 

Filipe o Ousado, como conde de Touraine
Filipe o Ousado, como duque da Borgonha
João Sem Medo, duque da Borgonha
Filipe o Bom e Carlos o Temerário, como duques da Borgonha
Carlos o Temerário, como conde de Charolais

Cornélio e António le Grand Bastard
António e Filipe, duques de Brabante
Filipe, como conde de Saint Pol
Filipe, conde de Nevers
Maria de Borgonha, como consorte de Maximiliano I